# Кавказ
Вижте пояснителната страница за други значения на Кавказ.
Кавказ е планинска верига в Евразия, простираща се между Черно и Каспийско море и дала името си на историко-географската област Кавказ. Разположена е на територията на Русия, Грузия, Армения, Азербайджан, Турция и Иран.
Кавказката планинска верига се състои от две основни части:
- Голям Кавказ – в Северна Грузия, по протежение на руската граница.
- Малък Кавказ – в южната част на Грузия, по протежение на границата с Турция.

Между двете планини е разположено т.нар. Закавказие.
Планинската верига Голям Кавказ се простира от град Сочи, разположен на източните брегове на Черно море в югоизточно направление и достига почти до град Баку, на брега на Каспийско море. Дължината на Голям Кавказ е близо 1900 km. На юг от него успоредно е разположен планинския хребет на Малък Кавказ, с дължина приблизително 1000 km.
Най-високият връх в Кавказ е връх Елбрус (5642 m), най-висок в Русия и в Европа, според някои приемания на границата на континента с Азия. Други известни върхове са Дихтау, Кощан, Шхара, Казбек, Ушба и други. В Кавказ се намира и най-дълбоката открита пещера в света Вороня.